# Emmanuel Drake del Castillo

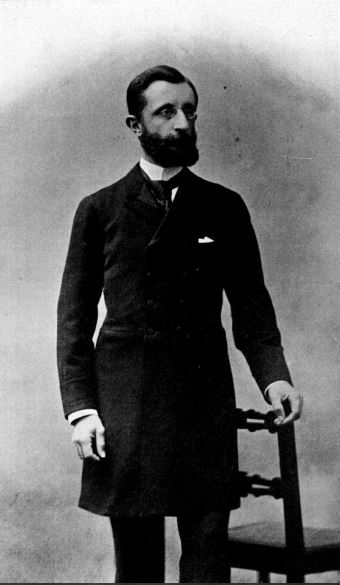
Emmanuel Drake del Castillo

Emmanuel Drake del Castillo (* 1855 in Paris; † 1904 in Saint-Cyran-du-Jambot) war ein französischer Botaniker. Sein offizielles botanisches Autorenkürzel lautet „Drake“.

## Leben und Wirken
Der Großvater von Emmanuel kam gegen 1800 aus England nach Kuba und heiratete dort eine Spanierin der Oberschicht. Später ging der Großvater nach Frankreich. Der Vater von Emmanuel heiratete ein Französin, die relativ früh starb.
Emmanuel Drake del Castillo war Schüler von Louis Édouard Bureau (1830–1918), Professor am Muséum national d’histoire naturelle. 
Zwischen 1886 und 1892 veröffentlichte er mit Illustrationes Florae Insulae Maris Pacifici eine Zusammenfassung seiner Studien über die Flora von Französisch-Polynesien. Danach interessierte er sich für die Flora von Madagaskar. Parallel zu diesen Arbeiten baute er ein Herbarium (Sammlung getrockneter Pflanzen/-teile) auf, das bei seinem Tod mehr als 500.000 Stichproben umfasste und das er dem Muséum national d’histoire naturelle hinterließ. 1900 war er Präsident der Société botanique de France.